# Frank Snoeks
Frank Snoeks (IJmuiden, 6 februari 1956) is een Nederlands voormalig sportverslaggever bij de NOS voor NOS Studio Sport.

## Biografie
Frank Snoeks is de zoon van Henk Snoeks en Catharina (Tinie) Zeulevoet. Zijn grootvader, vader Henk en oom Jan speelden voor Stormvogels.
Hij begon zijn journalistieke loopbaan bij het Haarlems Dagblad als medewerker voor voetbal en honkbal. Na een periode als voorlichter van de gemeente Haarlemmermeer werd hij in 1986 door Kees Jansma aangenomen bij Studio Sport. Snoeks werd ontdekt door voetbalcommentator Theo Reitsma, die vervolgens Jansma tipte over zijn vondst. Bij Studio Sport ontwikkelde Snoeks zich tot een van de meest ingezette verslaggevers. Als commentator verslaat Snoeks voetbalwedstrijden voor de NOS. Ook werd hij voorheen ingezet bij honkbal- en schaatswedstrijden. Op 4 januari 1997 gaf hij commentaar bij de tot heden laatste Elfstedentocht, die Henk Angenent op zijn naam schreef. Verder hoorde het publiek Snoeks bij onder andere de Olympische Winterspelen in Nagano (1998), Salt Lake City (2002), Turijn (2006) en Sotsji (2014). Tijdens de Spelen in 1998 riep hij, bij de gouden eindsprint van schaatsster Marianne Timmer, de woorden: Timmertje, Timmertje, wat ga je doen? Na de Spelen in Sotsji stopte Snoeks als schaatscommentator. Hij werd opgevolgd door Erik van Dijk.

### Voetbalverslaggever
Snoeks leende als voetbalverslaggever zijn herkenbare stem aan vele wedstrijden in de Nederlandse Eredivisie, Engelse Premier League, UEFA Cup, Europacup II, UEFA Champions League en eindtoernooien voor landenteams. Op de EK’s van 1992, 1996, 2000, 2004, 2008, 2012, 2016 en 2020 sprak hij voetbalkijkend Nederland toe. Ook tijdens de WK's in 1990, 1994, 1998, 2002, 2006, 2010, 2014 en 2018 droeg Snoeks zijn steentje bij. Hij versloeg in 1992 de halve finale van het Europees Kampioenschap tussen Nederland en Denemarken. Op 4 juli 1998 becommentarieerde Snoeks op het WK in Frankrijk de kwartfinalewedstrijd tussen Nederland en Argentinië. Na de winnende goal van Dennis Bergkamp sprak hij de woorden: Naar de halve finale, dat kan niet meer fout.
Snoeks versloeg tot nu toe zes internationale voetbalfinales: het Europees Kampioenschap voetbal in Portugal, het WK voetbal in Duitsland in 2006, het EK 2008 in Oostenrijk en Zwitserland en de finales van het WK Voetbal 2010, WK Voetbal 2014 en het EK 2020.
Tijdens Nederland-Italië op het EK voetbal 2008 riep hij bij de 2-0 van Wesley Sneijder de woorden; Wie knuffelt nou toch Van Bronckhorst, moet ik het dan doen?
Snoeks werd op 17 juni 2008 door 50% van de lezers van AD Sportwereld-Pro verkozen tot beste voetbalcommentator van Nederland. De helft van de zevenduizend ondervraagden prees hem als "rustig wanneer het moet, en enthousiast wanneer dat wordt gevraagd". Men waardeerde zijn "combinatie van humor, bloemrijke taalgebruik en verstand van voetbal". Tijdens het Wereldkampioenschap voetbal 2010 was dat overigens geheel veranderd. Toen ging, vooral op Twitter, vaak de klacht rond dat Frank Snoeks te negatief zou zijn, en dat Evert ten Napel, die dat jaar afscheid nam van de commentatorpositie, de finale moest voorzien van commentaar in plaats van Frank Snoeks, zoals was ingepland. Vooral rondom de wedstrijd Nederland - Brazilië (2-1) kreeg Frank Snoeks veel commentaar te verduren. Bij het eerste doelpunt, van Robinho, zou hij te negatief zijn geweest. Echter waren er ook nog genoeg mensen over die Frank Snoeks wél als commentator wilden hebben. Snoeks werd vier jaar later opnieuw aangewezen voor het verslaan van de finale van Wereldkampioenschap voetbal, in 2018 echter niet.
Zijn laatste verslag deed hij live bij Wales - Nederland (1-2) op 8 juni 2022.